# Tintin
För andra betydelser, se Tintin (olika betydelser).
Tintin (svenska: [ˈtɪntɪn]; franska: [tɛ̃tɛ̃]) är en seriefigur och huvudperson i seriesviten Tintins äventyr, skapad av den belgiske serieskaparen Georges Remi (alias Hergé). Tintin är en reporter och äventyrare som reser runt i världen med sin hund Milou. Den fiktiva karaktären skapades 1929 och introducerades i Le Petit Vingtième, en barntidning som medföljde den belgiska tidningen Le Vingtième Siècle, en gång i veckan. Han framställs som en ung man med oklar ålder, med runt ansikte och en karaktäristisk pannlock. Tintin har ett skarpt intellekt, kan försvara sig själv och är ärlig, anständig, medkännande och vänlig. Genom sin undersökande rapportering, snabbtänkande och goda natur, löser Tintin olika mysterier och genomlever äventyret.
Till skillnad från mer färgstarka karaktärer som förekommer i serien är Tintins personlighet neutral, vilket gör att läsaren kan anta Tintins position i berättelsen. I kombination med Hergés ligne claire-stil ("klara linjen") hjälper detta läsaren att "säkert gå in i en sensuellt stimulerande värld".
Tintins skapare avled 1983, men hans skapelse är fortfarande mycket populär. År 2011 släpptes den Hollywoodproducerade filmen Tintins äventyr: Enhörningens hemlighet, regisserad av Steven Spielberg, vilket är en bearbetning av serieböckerna. Tintin och Hergé har kritiserats för en mängd saker, inte minst för hur serien reproducerar stereotyper och för hur andra kulturer och rasifierade porträtteras.

## Bakgrund
Tintin (på franska säger man ibland "tintin !" i stället för "rien du tout !" vilket betyder "ingenting alls!") baserades till stor del på en av Hergés tidigare skapelser, nämligen scouten Totor – lämmelpatrullens oförskräckte ledare. Totors äventyr publicerades mellan 1926 och 1929 i den belgiska månadstidningen "Le Boy-scout Belge" ("Den belgiske pojkscouten"). Hergé, som var anställd på Le XXème Siècle och blivit tilldelad huvudansvaret för "Le Petit Vingtième", fick i uppdrag att göra en uppbygglig, nationalistisk och äventyrlig serie där Belgien framställdes i positiv dager. Hergés lösning blev att skicka huvudpersonen till olika platser runt om i världen, varför yrket som reporter var idealiskt. Trots att Tintin nästan alltid är ute på uppdrag som journalist förekommer det bara vid ett tillfälle att han skriver en artikel, vilket sker i det första albumet Tintin i Sovjet.
Seriefiguren Tintin är en ung man med mer eller mindre neutrala drag, bortsett från att han ofta blir involverad i farliga fall som han klarar sig ur genom sitt mod. Framför allt är Tintin rätt slätstruken i jämförelse med seriens bifigurer.
Men Tintin förändrades under seriens gång. Från att ha varit lite rebellisk under de tidiga albumen, blev han med början i albumet Castafiores juveler en mer passiv figur som väntade på att äventyren skulle komma till honom. Den trenden blev än mer tydlig i de två sista albumen Plan 714 till Sydney och Tintin hos gerillan. Vissa fans anser att de albumen sviker Tintin som figur, andra menar att de är de mest välgjorda och underhållande albumen.[källa behövs]
Genomgående i hela serien är Tintin intelligent och kapabel. Han kan manövrera flygplan, helikopter och ubåt. Dessutom kan han hantera ett flertal olika vapen. I albumet Blå Lotus är han kunnig i chifferforcering och förefaller också vara en god slagskämpe. Han behärskar även bergsklättring och många tekniska områden. Dessutom är han vältränad och har mycket god kondition.
I de svenska översättningarna bor Tintin i en lägenhet på adress Labradorgatan 26 i Bryssel.
Vid några tillfällen har Tintin använt alias eller blivit kallad för andra namn. I Faraos cigarrer kallas han exempelvis Beh-Behr av Sergeant Ibn-Abu-Bekhr.

## Sysselsättning
Trots att Tintin är journalist, är det mycket sällan han utövar sitt yrke. Hans yrke framgår tydligast i Tintin i Sovjet. I albumet Tintin i Kongo är han utsänd som journalist, men att detta konstateras blir allt mer sällsynt ju mer serien utvecklades. Dock blir han ofta igenkänd som "den kände journalisten".
I Månen tur och retur deltar han som journalist och skall skriva om den första månfärden, i Den mystiska stjärnan nämns han som den som representerar pressen i presentationen av polarexpeditionens deltagare och i Tintin i Amerika är han utsänd för att rapportera om det stora gangsterkriget i Chicago.

## Avrättningar
Ett återkommande inslag genom serien är att Tintin står inför att avrättas. Vid flera tillfällen bakbinds han och hans död verkar nära, men på något sätt klarar han sig alltid ur knipan.
- I Tintin i Sovjet står han upp mot ett militärbefäl och ställs då inför en exekutionspatrull. Hans liv räddas dock då han vid ett obestämt tillfälle bytt ut gevärens kulor mot papiér-maché.
- I Tintin i Kongo blir han falskt anklagad för att ha stulit och förstört en fetisch och binds fast i en hydda för att dödas på morgonen.
- I Tintin i Amerika binds han av indianer mot en totempåle. Senare blir han dömd till hängning efter att han blivit oskyldigt anklagad för bankrån. Han kastas också i sjön med (flytande) fotboja av Chicagos gangstrar i detta album.
- I Faraos cigarrer skall han arkebuseras som spion.
- I Blå Lotus skall Tintin halshuggas av japanska styrkor anklagad för 1. spioneri, 2. mordförsök, 3. våld mot högre officer och 4. olovligt bärande av uniform. Här blir Tintin även utsatt för en mer "privat" halshuggning, som dessbättre avbryts.
- I Det sönderslagna örat är Tintin på väg att avrättas i San Theodoros för att de tror att han har smugglat in bomber i landet.
- I albumet Solens Tempel skall Tintin och Haddock straffas med döden för att de trängt in i Solens Tempel. Avrättningsmetoden är bränning på bål, vilket ska antändas av solens strålar. Avrättningen avbryts tack vare en solförmörkelse.
- I albumet Tintin hos gerillan är det istället Dupond och Dupont som är falskt anklagade av regeringsmakten för en sammansvärjning och står inför en exekutionspatrull. Tintin och Kapten Haddock lyckas avbryta avrättningen.

Det förekommer flera andra tillfällen då Tintin riskerar livet.

## Censur och varningstexter
Albumen Tintin i Kongo och Tintin i Sovjet anses innehålla rasistiska stereotyper, vilket även konstateras av Hergé själv i en intervju från 1975:
| ” | Beträffande Kongo liksom i Tintin i Sovjet, var sanningen den att jag var trött på fördomarna i det borgarsamhälle i vilket jag rörde mig … Det var 1930. Det jag visste då om dessa länder var bara det som folk sade på den tiden: 'Afrikaner var stora väldiga barn … Tack Gode Gud för dem att vi var där!' Etc. Och jag beskrev dessa afrikaner enligt sådana kriterier, i det rent patriarkaliska sinnelag som då existerade i Belgien. | „ |

Det rasistiska innehållet i vissa av albumen har inneburit att exempelvis bibliotek har förhållit sig på olika sätt till dessa. Efter kritik från en låntagare år 2007 flyttade Brooklyn Public Library albumet Tintin i Kongo till bibliotekets Clara Whitehill Hunt-samling bestående av 7 000 ovanliga barnböcker som bara kan ses på beställning. I Storbritannien måste Tintin i Kongo enligt ett domstolsbeslut förses med en varningstext för att få säljas, medan man både i Belgien och i Frankrike dragit albumet inför domstol i syfte att förbjuda försäljning i boklådor.
I Sverige anmäldes Tintin i Kongo till Justitiekanslern 2007 av en privatperson med svensk-kongolesisk bakgrund. Afrosvenskarnas riksförbund, genom deras samordnare Kitimbwa Sabuni, ställde sig bakom anmälningen. JK inledde dock ingen förundersökning.

### Tintin-kontroversen 2012
En mediestorm, som gav upphov till begreppet Tintingate i Språkrådets nyordslista 2012, inträffade efter att Behrang Miri i egenskap av konstnärlig ledare för barn och unga på Kulturhuset i Stockholm, den 25 september 2012 beslutade att samtliga seriealbum om Tintin (1929–1983) skulle tas bort från ett av biblioteken på Kulturhuset, nämligen barn- och ungdomsbiblioteket Tiotretton. Miris motivering var att de ger en nidbild av exempelvis afrikaner och har ett kolonialt perspektiv. Värt att notera är att Tintin i Kongo, som även enligt författaren själv skildrar afrikaner ur kolonialt perspektiv, aldrig köpts in till TioTretton. I övriga bibliotek i Kulturhuset skulle serierna fortsatt finnas tillgängliga, exempelvis på avdelningen Serieteket.
Beslutet fick stor uppmärksamhet och fick motta kraftig kritik från många debattörer och även från medarbetare på Kulturhuset. Behrang Miri och Kulturhusets chef Eric Sjöström gick efter några timmar ut med ett pressmeddelande där de tog tillbaka beslutet.

## Skådespelare
Tintins svenska röst har framförts av Tomas Bolme, Mats Qviström, Jacob Hård och Jesper Adefelt.